# Kasper Larsen
Kasper Larsen, född 25 januari 1993, är en dansk före detta fotbollsspelare.

## Karriär
Larsen debuterade för OB i Superligaen den 10 mars 2012 i en 1–0-förlust mot FC Nordsjælland. I februari 2015 lånades han ut till kazakiska Astana. I juli 2015 återvände Larsen till OB utan att ha spelat någon match.
I augusti 2015 värvades Larsen av nederländska FC Groningen.
Den 4 augusti 2018 värvades Larsen av IFK Norrköping. I januari 2020 återvände Larsen till OB.
I mars 2025 avslutade Larsen sin spelarkarriär.